# Sphaerocysta
Sphaerocysta is een geslacht van wantsen uit de familie van de Tingidae (Netwantsen). Het geslacht werd voor het eerst wetenschappelijk beschreven door Carl Stål in 1873.

## Soorten
Het genus bevat de volgende soorten:

- Sphaerocysta angulata Monte, 1941
- Sphaerocysta biseriata Drake, 1928
- Sphaerocysta brasiliensis Monte, 1938
- Sphaerocysta costai Guidoti & Montemayor, 2014
- Sphaerocysta egregia Drake, 1928
- Sphaerocysta fumosa Drake, 1928
- Sphaerocysta globifera (Stål, 1858)
- Sphaerocysta inflata (Stål, 1858)
- Sphaerocysta maculata Monte, 1942
- Sphaerocysta nosella Drake & Hambleton, 1945
- Sphaerocysta paris Drake, 1939
- Sphaerocysta propria Drake & Poor, 1939
- Sphaerocysta stali Drake, 1928